# Work (cântec de The Saturdays)
„Work” este un cântec al grupului britanic The Saturdays. Piesa a fost compusă de Harry Sommerdahl și Kalle Engström, fiind inclusă pe cel materialul discografic de debut al formației, Chasing Lights. Înregistrarea a fost lansată ca ultimul single al albumului în luna iunie a anului 2009 în Regatul Unit.

## Lista cântecelor
Disc single distribuit în Regatul Unit
- „Work” - 3:14
- „Unofficial” - 3:55

Single digital
- „Work” - 3:14
- „Work” (editare radio) - 3:08

Single digital distribuit prin iTunes
- „Work” - 3:14
- „Work” (remix de Cahill) - 5:54

## Clasamente
| Clasament             | Poziția maximă | Referință |
| --------------------- | -------------- | --------- |
| Croatian e!Hot Chart  | 21             | [ 6 ]     |
| Euro 200 Chart        | 87             | [ 7 ]     |
| European Hot 100      | 68             | [ 8 ]     |
| Ireland Singles Chart | 21             | [ 9 ]     |
| UK Singles Chart      | 22             | [ 9 ]     |